# Silvia Paredes
Silvia Paredes es una atleta ecuatoriana.
La atleta Silvia Paredes clasificada para los juegos de Río de Janeiro del 2016 participó y ganó el primer lugar en el Huarmi Runner 5k, que se corrió el 6 de marzo de este año, dejando el segundo lugar a Ángela Brito y el tercero a Grecia Toapanta.
La ambateña agradeció el evento realizado y también felicitó a las mujeres que lograron llegar hasta el final porque había una lluvia y se hubiera hecho complicado porque estaba resbaloso y por esa razón las felicitó y les motivó a que sigan participando para la próxima y a las que no estaban ahí también les daba incentivos a participar.
Silvia de 33 años viajó el 8 de marzo de este año a Toluca, México junto con Ángela Brito, Byron Piedra, Leonardo Tenempaguay y su entrenador, Rafael Martínez, para participar en un campamento como parte de su preparación para actuar en la Maratón de Róterdam que se llevaría a cabo el 10 de abril.
La Huarmi Runner 5k se corrió de manera compatible en Guayaquil, Cuenca y Quito, en donde Jefferson Pérez organizador, quien dio las salida y dirigió sus felicitaciones a todas las mujeres que participaron y lucharon hasta llegar a la meta.

## Continua Practicando
La atleta tungurahuense Silvia Paredes que logró su clasificación para los Juegos Olímpicos de Río de Janeiro, se encuentra en Estados Unidos, donde correrá en la competencia Bolder Boulder en Colorado, con una distancia de 10 kilómetros.
En esta carrera estará en competencia todo el equipo olímpico, tanto el masculino como el femenino de Ecuador.
De tal manera que participarán: Byron Piedra, Miguel Almachi y Segundo Jami; Rosa Alba Chacha, Mónica Cajamarca y Silvia Paredes.
- Datos: Q26267589